# Ochoterenaea colombiana
Ochoterenaea colombiana är en sumakväxtart som beskrevs av Fred Alexander Barkley. Ochoterenaea colombiana ingår i släktet Ochoterenaea och familjen sumakväxter. Inga underarter finns listade i Catalogue of Life.